# Prokuratorzy generalni Anglii i Walii
Prokuratorzy generalni Anglii i Walii, Her Majesty’s Attorney General for England and Wales, najwyższy z urzędników prawnych Korony, doradca prawny króla i rządu oraz ich reprezentant przed sądami.

## Lista prokuratorów generalnych
- 1277–1278: William de Boneville
- 1278–1279: William de Giselham
- 1279–1280: Gilbert de Thornton
- 1280–1281: Alanus de Walkingham
- 1281–1284: John le Fawconer
- 1284–1286: William de Selby
- 1286–1286: Gilbert de Thornton
- 1286–1289: William Inge
- 1289–1290: John de Bosco
- 1327–1329: William de Merston
- 1329–1334: Richard de Aldeburgh
- 1334–1334: Simon de Trewythosa(inne języki)
- 1334–1338: William de Hepton
- 1338–1338: John de Lincoln
- 1338–1338: John de Clone
- 1338–1339: William de Merington
- 1339–1342: John de Clone
- 1342–1343: William de Thorpe
- 1343–1343: John de Lincoln
- 1343–1349: John de Clone
- 1349–1353: Simon de Kegworth
- 1353–1356: Henry de Greystok
- 1356–1360: John de Gaunt
- 1360–1362: Richard de Fryseby
- 1362–1363: William de Pleste
- 1363–1366: William de Nessefield
- 1366–1367: Thomas de Shardelow
- 1367–1367: John de Ashwell
- 1367–1378: Michael Skilling
- 1378–1381: Thomas de Shardelow
- 1381–1381: William Ellis
- 1381–1384: Laurence Dru
- 1384–1386: William de Horneby
- 1386–1398: Edmund Brudnell
- 1398–1399: Thomas Coveley
- 1399–1401: William de Lodington
- 1401–1407: Thomas Coveley
- 1407–1407: Thomas Dereham
- 1407–1410: Roger Hunt
- 1410–1414: Thomas Tickhill
- 1414–1420: William Babington
- 1420–1429: William Babthorpe
- 1429–1452: John Vampage
- 1452–1461: William de Nottingham
- 1461–1461: John Herbert
- 1461–1471: Henry Sothill
- 1471–1481: William Hussey
- 1481–1483: William Huddersfield
- 1483–1485: Morgan Kydwelly
- 1485–1486: William Hody
- 1486–1509: Jacob Hubbard
- 1509–1518: John Ernley
- 1518–1522: John Fitzjames
- 1522–1524: John Roper
- 1524–1525: Ralph Swillington
- 1525–1529: Richard Lyster
- 1529–1535: Christopher Hales
- 1535–1540: John Baker
- 1540–1545: William Whorwode
- 1545–1552: Henry Bradshaw
- 1552–1559: Edward Griffin
- 1559–1581: Gilbert Gerrard
- 1581–1592: John Popham
- 1592–1594: Thomas Egerton
- 1594–1606: Edward Coke
- 1606–1613: Henry Hobart
- 1613–1617: Francis Bacon
- 1617–1621: Henry Yelverton
- 1621–1625: Thomas Coventry
- 1625–1631: Robert Heath
- 1631–1634: William Noy
- 1634–1641: John Banks
- 1641–1645: Edward Herbert
- 1645–1649: Thomas Gardiner
- 1644–1649: Oliver St John
- 1649–1649: William Steele
- 1649–1659: Edmund Prideaux
- 1659–1660: Robert Reynolds
- 1660–1670: Geoffrey Palmer
- 1670–1673: Heneage Finch
- 1673–1675: Francis North
- 1675–1679: William Jones
- 1679–1681: Creswell Levinge
- 1681–1687: Robert Sawyer
- 1687–1688: Thomas Powis
- 1689: Henry Pollexfen
- 1689–1692: George Treby
- 1692–1693: John Somers
- 1693–1695: Edward Ward
- 1695–1701: Thomas Trevor
- 1701–1707: Edward Northey
- 1707–1708: Simon Harcourt
- 1708–1710: James Montagu
- 1710: Simon Harcourt
- 1710–1718: Edward Northey
- 1718–1720: Nicholas Lechmere
- 1720–1724: Robert Raymond
- 1724–1734: Philip Yorke
- 1734–1737: John Willes
- 1737–1754: Dydley Ryder
- 1754–1756: William Murray
- 1756–1757: Robert Henley
- 1757–1762: Charles Pratt
- 1762–1763: Charles Yorke
- 1763–1765: Fletcher Norton
- 1765–1766: Charles Yorke
- 1766–1771: William de Grey
- 1771–1778: Edward Thurlow
- 1778–1780: Alexander Wedderburn
- 1780–1782: James Wallace
- 1782–1783: Lloyd Kenyon
- 1783–1783: James Wallace
- 1783–1783: John Lee
- 1783–1784: Lloyd Kenyon
- 1784–1788: Richard Arden
- 1788–1793: Archibald MacDonald
- 1793–1799: John Scott
- 1799–1801: John Mitford
- 1801–1802: Edward Law
- 1802–1806: Spencer Perceval
- 1806–1807: Arthur Piggott
- 1807–1812: Vicary Gibbs
- 1812–1813: Thomas Plumer
- 1813–1817: William Garrow
- 1817–1819: Samuel Shepherd
- 1819–1824: Robert Gifford
- 1824–1826: John Copley
- 1826–1827: Charles Wetherell
- 1827–1828: James Scarlett
- 1828–1829: Charles Wetherell
- 1829–1830: James Scarlett
- 1830–1832: Thomas Denman
- 1832–1834: William Horne
- 1834–1834: John Campbell
- 1834–1835: Frederick Pollock
- 1835–1841: John Campbell
- 1841–1841: Thomas Wilde
- 1841–1844: Frederick Pollock
- 1844–1845: William Webb Follett
- 1845–1846: Frederic Thesiger
- 1846–1846: Thomas Wilde
- 1846–1850: John Jervis
- 1850–1851: John Romilly
- 1851–1852: Alexander Cockburn
- 1852–1852: Frederic Thesiger
- 1852–1856: Alexander Cockburn
- 1856–1858: Richard Bethell
- 1858–1859: Fitzroy Kelly
- 1859–1861: Richard Bethell
- 1861–1863: William Atherton
- 1863–1866: Roundell Palmer
- 1866–1866: Hugh Cairns
- 1866–1867: John Rolt
- 1867–1868: John Burgess Karslake
- 1868–1871: Robert Collier
- 1871–1873: John Coleridge
- 1873–1874: Henry James
- 1874–1874: John Burgess Karslake
- 1874–1875: Richard Baggallay
- 1875–1880: John Holker
- 1880–1885: Henry James
- 1885–1886: Richard Webster
- 1886–1886: Charles Arthur Russell
- 1886–1892: Richard Webster
- 1892–1894: Charles Arthur Russell
- 1894–1894: John Rigby
- 1894–1895: Robert Reid
- 1895–1900: Richard Webster
- 1900–1905: Robert Finlay
- 1905–1908: John Lawson Walton
- 1908–1910: William Robson
- 1910–1913: Rufus Isaacs
- 1913–1915: John Simon
- 1915–1915: Edward Carson
- 1915–1919: Frederick Smith
- 1919–1922: Gordon Hewart
- 1922–1922: Ernest Pollock(inne języki)
- 1922–1924: Douglas Hogg
- 1924–1924: Patrick Hastings(inne języki)
- 1924–1928: Douglas Hogg
- 1928–1929: Thomas Inskip
- 1929–1932: William Jowitt
- 1932–1936: Thomas Inskip
- 1936–1945: Donald Somervell
- 1945–1945: David Maxwell Fyfe
- 1945–1951: Hartley Shawcross
- 1951–1951: Frank Soskice
- 1951–1954: Lionel Heald(inne języki)
- 1954–1962: Reginald Manningham-Buller
- 1962–1964: John Hobson
- 1964–1970: Elwyn Jones
- 1970–1974: Peter Rawlinson(inne języki)
- 1974–1979: Nicholas Lyell(inne języki)
- 1979–1987: Michael Havers
- 1987–1992: Patrick Mayhew
- 1992–1997: Nicholas Lyell, baron Lyell of Markyate(inne języki)
- 1997–1999: John Morris
- 1999–2001: Gareth Williams, baron Williams of Mostyn
- 2001–2007: Peter Goldsmith, baron Goldsmith(inne języki)
- 2007–2010: Patricia Scotland, baronowa Scotland of Asthal
- 2010–2014: Dominic Grieve(inne języki)
- 2014–2018: Jeremy Wright(inne języki)
- 2018–2020: Geoffrey Cox
- 2020–2021: Suella Braverman
- 2021 (2 marca–10 września): Michael Ellis(inne języki)
- 2021–2022: Suella Braverman
- 2022 (6 września–25 października) Michael Ellis(inne języki)
- 2022–2024: Victoria Prentis(inne języki)
- 2024–    : Richard Hermer(inne języki)